# Arqueologia nazista

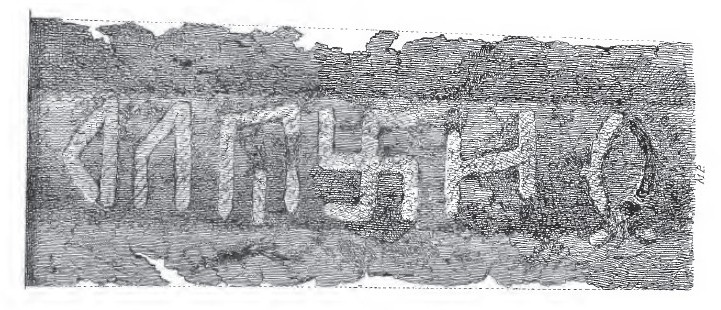
Grande parte da iconografia do Partido Nazista foi adotada de reconstruções pseudocientíficas e ideologicamente motivadas de civilizações antigas, incluindo o infame emblema da suástica visto em inscrições como estas na espada Sæbø do século IX.

A arqueologia nazista era um campo da pseudoarqueologia liderado e incentivado por vários líderes nazistas e figuras de Ahnenerbe, como Adolf Hitler e Heinrich Himmler, que direcionava arqueólogos e outros acadêmicos a pesquisar o passado arqueológico da Alemanha a fim de encontrar evidências materiais que apoiassem uma ancestralidade ariana avançada, conforme alegado e defendido pelo ultranacionalista Partido Nazista.

## Visão geral
A busca por uma pré-história nacional inspiradora, nacionalista e centrada em Arianos na Alemanha começou depois que o Império Alemão sofreu a derrota na Primeira Guerra Mundial em 1918. Posteriormente, o país enfrentou uma grave crise econômica devido aos termos do Tratado de Versalhes de 1919. Um dos principais especialistas que se dedicou à pesquisa e ao estudo da pré-história alemã foi o filólogo e arqueólogo alemão Gustaf Kossinna (1858-1931), cujas ideias e teorias foram recolhidas e pesquisadas por organizações nazistas como o Amt Rosenberg (oficialmente estabelecido em 1934) e o Ahnenerbe (fundado em 1935). Pesquisadores especializados em pré-história alemã, munidos de financiamento do Partido Nazista para tais estudos, conseguiram, assim, adicionar pseudoarqueologia em suas extensas campanhas de propaganda direcionadas ao povo alemão. “De acordo com a doutrina nazista, a cultura germânica do norte da Europa foi responsável por praticamente todas as principais conquistas intelectuais e tecnológicas da civilização ocidental.”

## Princípios
1. A teoria dos Kulturkreis ("círculos culturais"), originalmente dos etnólogos alemães Fritz Graebner, mas usada em estudos por Gustaf Kossinna, afirmava que o reconhecimento de uma região étnica é baseado na cultura material escavada em um sítio arqueológico . Essa teoria foi usada pelos nazistas para justificar a tomada e ocupação de terras estrangeiras, como a Polônia e aTchecoslováquia. Um exemplo de Kulturkreis é mostrado no artigo de Kossinna "The German Ostmark", no qual Kossinna argumentou que a Polônia deveria fazer parte do Reich alemão, uma vez que quaisquer terras onde um artefato fosse intitulado "germânico" eram, portanto, território germânico antigo, no qual os artefatos haviam sido "roubados injustamente" por "bárbaros".[1]
2. A Teoria da Difusão Social, que afirmava que a difusão cultural ocorria por meio de um processo pelo qual influências, ideias e modelos eram transmitidos por povos mais avançados para os menos avançados com os quais entravam em contato. Os exemplos oferecidos por Kossinna e Alfred Rosenberg apresentaram uma história da Alemanha equivalente à do Império Romano, sugerindo que "os povos germânicos nunca foram destruidores da cultura — não como os romanos — e os franceses nos tempos recentes". Combinada com a ideologia nazista, esta teoria deu a base perfeita para a visão da Alemanha como a locomotiva da civilização mundial.[2]
3. Weltanschauungswissenschaften ou "Ciências da Visão de Mundo", que afirmavam que cultura e ciência eram uma só e carregavam certos "valores inerentes à raça". A teoria sugeria que modelos culturais mais antigos, como sagas, histórias e lendas, não deveriam apenas ser reincorporados à cultura dominante, mas que "o princípio orientador na Alemanha deve ser enfatizar o alto nível cultural e a autossuficiência cultural do povo germânico". Exemplos foram o uso de insígnias de estilo ariano, como a suástica, o uso de lendas alemãs e símbolos rúnicos na SS, e as ideias propostas por cientistas alemães e as conclusões que eles tiraram eram mais precisas do que as visões de cientistas de "raças inferiores".
4. Deutsche Reinheit, ou "Homem Alemão Puro", defende a ideia de que os alemães eram "arianos puros" que sobreviveram a uma catástrofe natural e desenvolveram uma cultura altamente desenvolvida durante sua longa migração para a Alemanha. Esse princípio também argumenta que os gregos eram na verdade germânicos, alegando evidências de que certos artefatos "indogermânicos" poderiam ser encontrados na Grécia. Essa teoria apoiava a teoria Kulturkreise tangencialmente, pois os arqueólogos que não aprovavam os usos da teoria Kulturkreise (moderados) podiam apoiar essa teoria.
5. A Ahnenerbe e seu próprio papel como uma organização com o propósito de usar suas "descobertas" arqueológicas para dar mais suporte à máquina de propaganda do regime nazista por meio do uso de princípios listados anteriormente, apresentados e desenvolvidos por arqueólogos alemães como Gustaf Kossinna.

## Organizações e operações

### Ahnenerbe

O emblema do Ahnenerbe

A Organização Ahnenerbe, formalmente Deutsches Ahnenerbe – Studiengesellschaft für Geistesurgeschichte (Sociedade Alemã de Pesquisa de Ancestralidade para História Intelectual Antiga), foi uma organização iniciada como Instituto de Pesquisa para a Pré-história da Mente e foi conectada à SS em 1935 por Walther Darre. Em 1936, foi anexado ao Reichsführer-SS de Hitler e liderado pelo chefe de polícia Heinrich Himmler. Em 1937, era o principal instrumento da arqueologia e propaganda arqueológica nazista, englobando organizações menores como o Grupo de Arqueologia de Reinerth e preenchendo suas fileiras com "investigadores". Entre eles estavam pessoas como Herman Wirth, cofundador da Ahnenerbe, que tentou provar que o norte da Europa era o berço da civilização ocidental.
Os principais objetivos da organização eram:
1. Estudar o território, as ideias e as realizações do povo indo-germânico
2. Para dar vida aos resultados da pesquisa e apresentá-los ao povo alemão
3. Incentivar todos os alemães a se envolverem na organização.

Embora a organização alegasse ter um objetivo de pesquisa, Himmler não tinha treinamento oficial em arqueologia e era conhecido por seu interesse em misticismo e ocultismo . Himmler definiu a organização como um trabalho em direção a uma pré-história que provaria a preeminência dos alemães e de seus predecessores germânicos desde o início da civilização. Ele é citado dizendo: "Uma nação vive feliz no presente e no futuro enquanto estiver ciente de seu passado e da grandeza de seus ancestrais."
O Ahnenerbe teve dificuldade em encontrar cientistas para trabalhar nos projetos e era administrado em grande parte por acadêmicos de áreas das humanidades, o que tornava suas pesquisas pouco qualificadas e menos profissionais. O grupo passou a ser responsável pela pseudoarqueologia, ilustrada por exibições ao ar livre em homenagem à herança germânica, como a Externsteine, uma formação de arenito que se acreditava ter sido um importante local de culto germânico. Outro exemplo é o Sachsenhain, onde 4.500 saxões foram executados como punição pela revolta de Widukind. Este local foi usado como um santuário idealizado, considerado sagrado pelo povo germânico e que destacava sua prontidão para o auto-sacrifício.
Embora houvesse outros sites pesquisados por Ahnenerbe, muitos deles foram censurados do público por não terem as interpretações germânicas corretas. Os locais escolhidos para escavações limitavam-se àqueles de superioridade germânica, como Erdenburg, onde os Ahnenerbe alegavam ter evidências claras da campanha vitoriosa dos germânicos contra os romanos.
Algumas das atividades mais extravagantes do Ahnenerbe incluem:
- Edmund Kiss tentou viajar para a Bolívia em 1928 para estudar as ruínas de templos nas Cordilheira dos Andes. Ele alegou que a semelhança com construções europeias antigas indicava que elas foram projetadas por migrantes nórdicos que chegaram à área milhões de anos antes.
- Em 1938, Franz Altheim e sua parceira de pesquisa Erika Trautmann solicitaram que a Ahnenerbe patrocinasse sua viagem ao Oriente Médio para estudar uma luta interna pelo poder do Império Romano, que eles acreditavam ter sido travada entre os povos nórdicos e semitas .
- Em 1936, uma expedição de Ahnenerbe visitou a ilha alemã de Rügen e depois a Suécia, com o objetivo de examinar arte rupestre que eles concluíram ser "protogermânica".
- Os teóricos nazistas demonstraram grande interesse pela Tapeçaria de Bayeux, chegando ao ponto de tentar escavações arqueológicas para encontrar outras obras de arte contemporâneas que apoiassem sua afirmação do poder germânico.[4]
- Em 1938, o Ahnenerbe enviou uma expedição ao Tibete com a intenção de provar a superioridade ariana, confirmando a teoria Vril, que foi baseada no livro de Edward Bulwer-Lytton, Vril, o Poder da Raça Vindoura . O estudo incluiu a medição dos crânios de 376 pessoas e a comparação de características nativas com aquelas associadas aos arianos, com as descobertas mais científicas da expedição sendo associadas a descobertas biológicas.

## Interesse na Islândia
O país da Islândia era de particular interesse para a liderança nazista devido à sua crença de que o país era a área de Thule que serviu como o berço da raça ariana.  Em 1938, o chefe de Ahnenerbe, Heinrich Himmler, enviaria uma equipe arqueológica à Islândia na esperança de encontrar um antigo local de adoração para deuses nórdicos como Thor e Odin.  No entanto, o governo da Islândia estava menos interessado em ajudar as expedições lideradas por Ahnenerbe em 1938 e impôs restrições que resultaram em expedições limitadas.  Apesar de ter encontrado uma caverna que a equipe da expedição liderada por Ahnenebre alegou ser o local do místico local de adoração, conhecido como hof, foi provado que o local era desabitado antes do século XVIII.  Com as forças britânicas e americanas conseguindo ocupar com sucesso a Islândia, todas as expedições planejadas lideradas pelos nazistas seriam canceladas em 1941.